# 蛛網行動
蛛網行動（烏克蘭語：Операція «Павутина»，羅馬化：Operatsiia "Pavutyna"）是2025年6月1日俄烏戰爭期間，烏克蘭國家安全局對俄羅斯本土目標發動的一場大規模無人機襲擊行動。行動以高度協調方式進行，針對俄羅斯空軍露天停放在机场的远程战略轰炸机等军机，在包括別拉亞、佳吉列沃、伊萬諾沃謝韋尼、奧列尼亞及烏克蘭卡5個空軍基地展開攻勢。無人機被藏於俄羅斯境內的貨車中，再從車上發射。
“蛛网行动”发生时，俄军在战场上正稳步推进，第二次俄乌和谈即将次日在土耳其伊斯坦布尔举行。據烏克蘭官員表示，是次行動為戰爭以來針對俄空軍基地最大規模的無人機攻擊，共出動117架無人機，造成41架飛機受損。行動的深入程度前所未見，覆蓋五個州份、橫跨五個時區，當中尤以對遠在東西伯利亞、距離烏克蘭達4300公里的別拉亞空軍基地的襲擊最為矚目。據開源情報分析人士稱，根據衛星圖像和影片，其中兩個基地至少有13架軍機遭到襲擊。

## 籌備

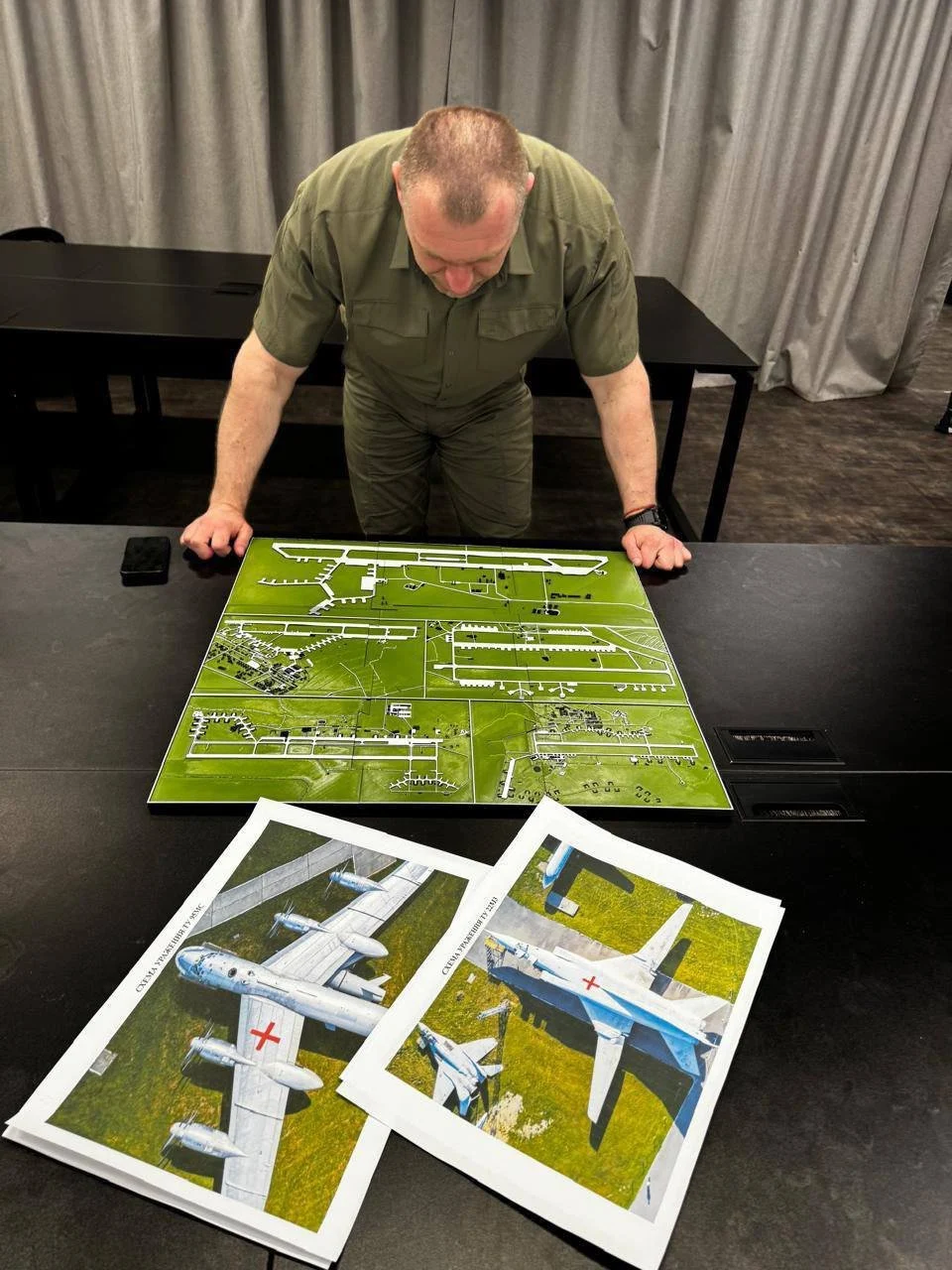
烏克蘭國家安全局局長瓦西里·馬柳克审視俄羅斯多個軍用機場的衞星圖像（从读者左上方順時針方向依次為奧列尼亞、伊萬諾沃謝韋尼、烏克蘭卡、別拉亞及佳吉列沃），以及戰略轟炸機圖像，前方图像为圖-95MS（左）及圖-22M3（右），用红十字标明攻击目标部位。

根據烏克蘭消息人士透露，這次被形容為「極其複雜」的行動籌備歷時一年半，由烏克蘭總統弗拉基米爾·澤連斯基和烏克蘭國家安全局局長瓦西里·馬柳克親自督導。行動所使用的無人機為簡易型四軸飛行器，但搭載重型爆炸物。無人機事先被秘密運入俄羅斯，每個木製發射箱內裝有約36架無人機，並將發射箱固定於貨車車身，这些发射箱在必要时可以起爆自毁。行動展開時，發射箱的車頂會由遠端控制打開，無人機便從中升空，前往指定目標。
澤連斯基指出，每架無人機均配有一名操作員，透過衛星或網絡進行遠端操控。烏克蘭方面補充稱，負責在俄羅斯境內進行部署與準備工作的行動人員，已於行動展開前全數撤離。
據美國與烏克蘭方面消息，美方事前並未接獲本次行動的通報。

## 襲擊

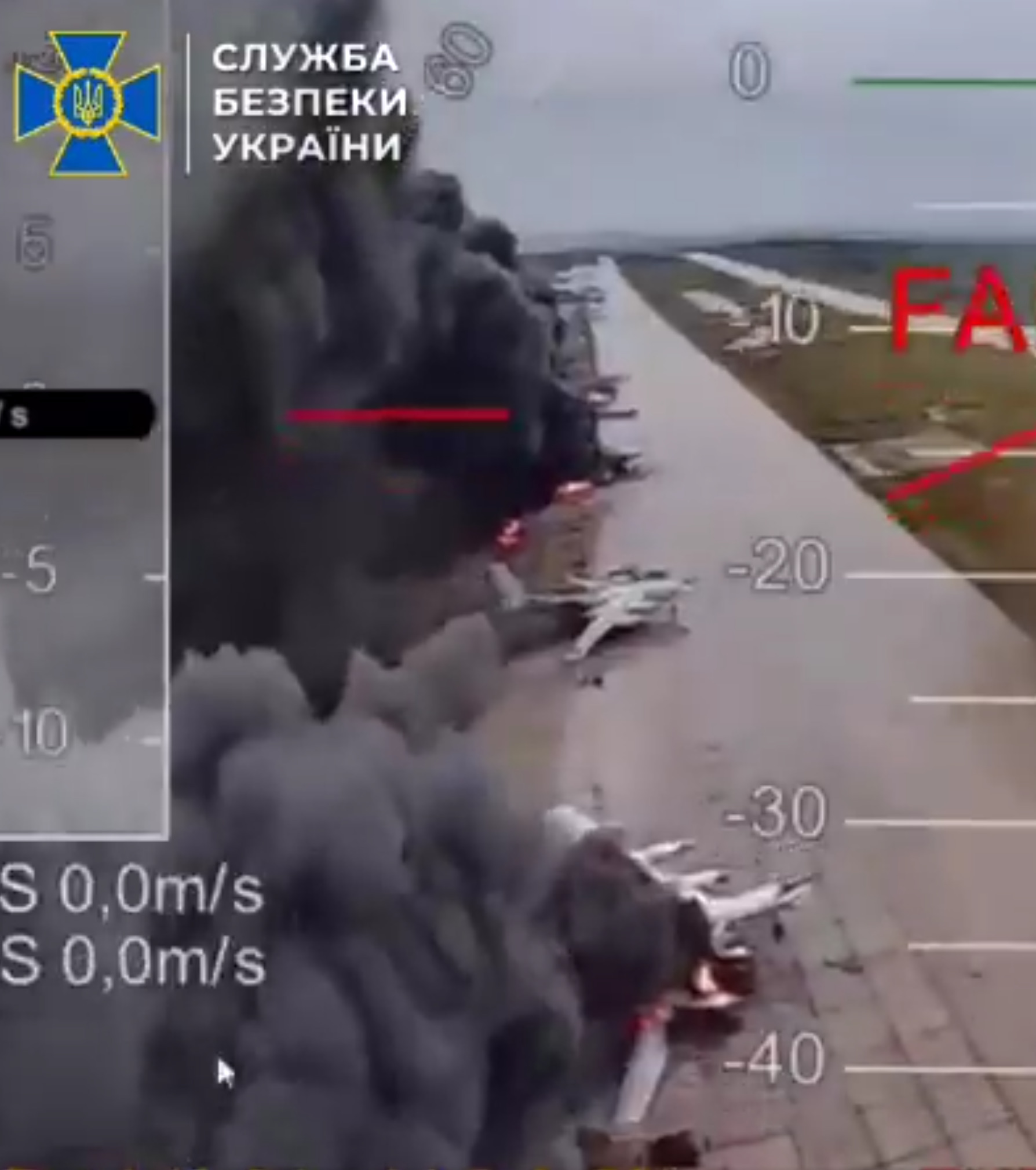
烏克蘭無人機對俄羅斯空軍別拉亞空軍基地進行襲擊行動時回傳的多架軍機同時爆炸起火第一手畫面。

烏克蘭出動多達117架第一人稱視角無人機，針對俄羅斯境內五座空軍基地發動襲擊，包括別拉亞、佳吉列沃、伊萬諾沃謝韋尼、奧列尼亞，以及烏克蘭卡。烏克蘭國家安全局表示，行動中共擊中41架俄軍軍機，當中包括圖-160、圖-95及圖-22M等戰略轟炸機，亦擊中一架A-50預警指揮機。
俄羅斯伊爾庫茨克州州長伊戈爾·科布澤夫證實，位於別拉亞空軍基地附近的斯列德尼地區遭遇無人機攻擊，並公開一段顯示現場濃煙升起的影片。俄方媒體報道，奧列尼亞空軍基地亦受襲擊，但指當地防空系統已有所應對。
襲擊過後，俄方官員針對恩格斯空軍基地及莫羅佐夫斯克空軍基地宣佈進入緊急狀態，原因是當地可能面臨潛在空中威脅。
烏克蘭總統澤連斯基表示，策劃行動的其中一個指揮中心，設於俄羅斯聯邦安全局辦公室附近，並指出俄羅斯34%的巡弋飛彈載具在行動中遭受打擊。

### 奧列尼亞
早前有媒體報道，俄軍大量戰略航空力量部署至位於摩爾曼斯克以南的奧列尼亞空軍基地。該基地其後遭到第一人稱視角無人機襲擊，造成多架戰略軍機被摧毀或受損。俄羅斯媒體證實奧列尼亞遇襲，並稱防空系統已投入運作。奧列涅戈爾斯克居民則報稱聽到爆炸聲響與火警，現場情況其後亦有影片流出。據悉，是次襲擊由一輛停泊在加油站的貨車發動，期間至少發生10次爆炸。事後，當局禁止居民進出奧列涅戈爾斯克地區。駐紮於奧列尼亞基地的飛機中，包含具核打擊能力的圖-95轟炸機。根據開源情報機構AviVector的資料，截至5月26日，基地內部署有2架圖-95MS、3架圖-160及2架蘇-34戰機。

### 別拉亞
伊爾庫茨克州的別拉亞空軍基地遭遇襲擊，事件已獲當地居民及州長科布澤夫證實，州長表示，一架無人機在新馬利京斯克市鎮一幢老舊建築物上墜落，與奧萊尼亞基地的情況類似，無人機同樣由貨車發射，這次是烏克蘭首次針對西伯利亞地區發動空襲，駐守於別拉亞基地的是配備圖-22M3戰略轟炸機的第200近衛重型轟炸航空布列斯特紅旗團。州長亦公開一段拍攝到現場濃煙升起的影片。根據開源情報組織AviVector的說法，在襲擊前一天，該基地共有52架戰略軍機，包括35架圖-22M3、6架圖-95MS及7架圖-160，另有30架米格-31攔截機，以及8架支援及運輸飛機。

### 佳吉列沃
位於梁贊附近的佳吉列沃空軍基地據報遭遇無人機襲擊，當地州長亦已證實事件。他表示，一架被擊落的無人機碎片擊中一幢住宅屋頂，但事件中無人受傷。據報現場至少傳出七次爆炸聲。該基地為俄軍重要戰略空軍設施，駐有圖-95MS與圖-22M3戰略轟炸機。

### 伊萬諾沃謝韋尼
有報道指出，伊萬諾沃-謝韋爾內空軍基地亦遭到無人機攻擊，但當地官方未有發表任何回應。該基地早在2025年5月23日就已成為攻擊目標。據《莫斯科時報》報導指，當日疑有一架俄軍A-50空中預警及指揮機在基地內被擊中。现场视频表明有两架A-50预警机受损。

### 烏克蘭卡
位於阿穆爾州謝雷舍沃附近的烏克蘭卡空軍基地，原本列入烏方此次無人機行動的打擊範圍，但行動未能成功。據悉，負責發射第一人稱視角無人機的貨車在行動中發生爆炸，導致襲擊未能實施。

## 後續
烏克蘭官員表示，是次無人機攻擊已重創俄羅斯約三分之一的戰略巡航導彈載具，損失估計高達70億美元。烏克蘭總統澤連斯基表示，所有參與行動的人員已於襲擊前安全撤出俄羅斯。
俄羅斯國防部則將這次行動定調為「恐怖攻擊」，並表示全國共有五個地區的空軍基地成為攻擊目標，但當中三處襲擊已被成功攔截。該部承認奧萊尼亞及別拉亞兩座空軍基地的飛機遭受破壞。
據塔斯社報導指，一名被懷疑參與襲擊的貨車司機正被警方帶走問話。俄羅斯國防部稱，在穆爾曼斯克州及伊爾庫茨克州兩地的襲擊中並無傷亡，並已拘捕數名「涉案者」。BBC引述與俄國安全機構關係密切的Telegram頻道Baza的未經證實消息指出，相關貨車司機皆聲稱自己只是運送「木製小屋」，並透過手機接收停車位置的指示。俄羅斯國營媒體俄新社引述其中一名司機稱，他和其他司機對車上突然出現的無人機感到錯愕，並曾試圖以擲石方式擊落這些無人機。俄罗斯司法部宣布，当局对有关指示貨車司機運送「木製小屋」的一对情侣发布通缉命令，并指男方是袭击行动中使用卡车的一家公司的注册人，怀疑他们可能是与乌克兰军队秘密合作的潜伏特工或间谍。该对情侣已逃离其在车里雅宾斯克的居住地。
根據戰爭研究所的初步分析，俄羅斯對烏克蘭發動遠程導彈及無人機攻擊的能力，可能因這次襲擊而出現短期限制。分析亦指出，部分遭擊中的老舊戰略機型，例如冷戰時期的圖波列夫系列核轟炸機，早已停產，難以補充，對俄羅斯核三位一體的空中打擊能力構成重大打擊。《華爾街日報》報導指，俄方情報系統未能預警這場行動，或將令俄羅斯總統弗拉基米爾·普京疑慮加深，甚至掀起對國內情報機構的清洗行動。有軍事評論員與親俄博主形容此次事件為「俄版珍珠港事件」，但这种比较方式引起其它评论人士的驳斥，认为实际损失远低于乌克兰所宣称的损失。许多親軍事的俄羅斯博客愤怒指责俄罗斯国防部未能吸取以往无人机袭击的教训。
哈萨克斯坦官方驳斥俄罗斯国内叙事开始将注意力转向哈萨克斯坦，试图将其与乌克兰的行动联系起来。哈萨克斯坦外交部发言人艾别克·斯马季亚罗夫（Abek Smatyarov）表示，俄罗斯电报频道的猜测，认为袭击的无人机部件可能经由哈萨克斯坦进入俄罗斯的报道是毫无根据的。哈萨克斯坦官员与退役军官在反对俄罗斯未经证实的报道的同时指出，这种对外宣传的指控旨在破坏哈萨克斯坦与俄罗斯关系。

## 分析
《金融時報》指出，在本次大規模無人機襲擊中，俄軍約兩成現役遠程航空兵力受損或被摧毀。這些被擊中的戰機中，包括圖-95與圖-22M3等多型冷戰時代機種，均已自1991年蘇聯解體後停產，幾乎無法補充。軍事專家威廉·阿爾貝克分析，俄羅斯想要重建這批損失將耗費數年至數十年。他並指出，這次打擊可能迫使俄軍將轟炸機分散部署至多個基地，難以再進行足以癱瘓烏克蘭防空系統的大規模集結式空襲。
《華爾街日報》專欄作家伯納德-亨利·列維則將此行動比擬為以色列過往對真主黨武裝分子的黎巴嫩傳呼機爆炸案，稱這是史上最巧妙的軍事行動之一，足以列入軍事教科書。他強調，這次襲擊與莫斯科號巡洋艦被擊沉、克里米亞大橋被炸、黑海艦隊撤往新羅西斯克，以及2024年烏軍在庫爾斯克的攻勢並列，成為俄羅斯在入侵烏克蘭戰爭中遭遇的幾項最嚴重打擊之一。
美国参议员理查德·布魯門薩爾在接受《政客》的采访中表示，乌克兰对俄罗斯轰炸机的无人机袭击展现了其「技巧和胆识」，足以与美国突袭奥萨马·本·拉登和以色列的传呼机行动并列为近年来最伟大的军事成就之一，并认为战场上的胜利可能有助于说服美国总统唐纳德·特朗普对俄罗斯采取新的制裁举措。